# Bidare, Channarayapatna
Bidare là một làng thuộc tehsil Channarayapatna, huyện Hassan, bang Karnataka, Ấn Độ.